# Coelogyne brachygyne
Coelogyne brachygyne är en orkidéart som beskrevs av Johannes Jacobus Smith.
Coelogyne brachygyne ingår i släktet Coelogyne och familjen orkidéer. Artens utbredningsområde är Sumatera. Inga underarter finns listade i Catalogue of Life.